# Philipp Größbauer
Philipp Größbauer (* 23. März 1857 in Auen, Wolfsberg, Kärnten; † 3. April 1930 in Wisperndorf, Kärnten) war ein österreichischer Politiker der Großdeutschen Volkspartei (GdP) und später des Landbundes (LBd).

## Leben
Größbauer war der Sohn des Mühlenpächters Stefan Größbauer (* 1833; † 25. September 1882) und dessen Ehefrau Elisabeth geborene Scharf (* 17. November 1829; † 21. August 1903). Er war römisch-katholisch und heiratete am 6. Februar 1898 in erster Ehe Maria Riedl (* 19. März 1854; † 3. Februar 1921). Die Ehe blieb kinderlos. Nach dem Tod der ersten Ehefrau heiratete er am 20. November 1921 in zweiter Ehe Pauline Propst (* 28. Mai 1893). Aus dieser Ehe gingen zwei Töchter hervor.
Nach dem Besuch der Volksschule wurde er Bauer und Pächter der Hofmühle in Lichtengraben bei St. Leonhard im Lavanttal. Im Jahr 1878 nahm er am Okkupationsfeldzug in Bosnien teil.

## Politik
Von 1909 bis 1914 war er Abgeordneter der 10. Wahlperiode zum Kärntner Landtag als einer von vier Vertretern der „allgemeinen Wählerklasse“ (AWK) für den Wahlkreis AWK 2 St. Veit. Im Landtag war er Mitglied de Bau- und des volkswirtschaftlichen Ausschusses und gehörte dem Klub DVP an. Nach dem Ersten Weltkrieg war er vom 11. November 1918 bis Anfang 1919 Mitglied der Provisorischen Kärntner Landesversammlung für den Kärntner Bauernbund.
Vom 4. März 1919 bis zum 9. November 1920 war er Mitglied der Konstituierenden Nationalversammlung für den GdP. Danach war er vom 10. November 1920 bis zum 20. November 1923 Mitglied des Nationalrates (I. Gesetzgebungsperiode) als Fraktionsloser Abgeordneter und erneut vom 20. November 1923 bis zum 18. Mai 1927 Abgeordneter im Nationalrat (II. Gesetzgebungsperiode) für den LBd.
1928 wurde er als Bürgermeister der Gemeine Theißing (heute Bad St. Leonhard), Bez. Wolfsberg gewählt.